# Cordillera Niut
La cordillera Niut  tiene 3600 km² de superficie.  Es un subcordillera de las cordilleras del Pacífico de las montañas Costeras de la Columbia Británica, a pesar de que en algunas clasificaciones se considera parte  de las cordilleras Chilcotin.
La cordillera Niut se encuentra en el ángulo que forman el río Homathko y su bifurcación principal al oeste, el arroyo Mosley. Está aislada, parecida a una isla, por los ríos de las cordilleras vecinas, ya que ambos arroyos tienen su origen en la meseta de Chilcotin, detrás de la cordillera. El pico más elevado es el monte Razorback.